# Касаткин, Вячеслав Александрович
Вячеслав Александрович Касаткин (род. 16 марта 1979, Казань) — российский хоккеист, защитник. Тренер.

## Биография
Воспитанник ДЮСШ ХК «Нефтехимик» Нижнекамск. Бо́льшую часть карьеры (1995/96 — 2000/01, 2002/03 — 2007/08) провёл в «Нефтехимике-2». Также играл за «Нефтяник» Лениногорск (2000/01 — 2001/02) и белорусские клубы «Гомель» и «Витебск» (2002/03).
С сезона 2003/04 — играющий тренер «Нефтехимика-2», в сезоне 2008/09 — главный тренер. Со следующего сезона — тренер команды МХЛ «Реактор», основанной на базе «Нефтехимика-2», с сезона 2017/18 — главный тренер. 7 июня 2022 года был назначен главным тренером команды МХЛ «Ирбис» Казань. 7 ноября 2023 года был сменён на Максима Овчинникова.

## Достижения
Тренер:
- Серебряный призёр чемпионата МХЛ (2016/17)
- Бронзовый призёр чемпионата МХЛ (2017/18)[3]